# Cycloneda sanguinea
Cycloneda sanguinea es una especie escarabajo de la familia Coccinellidae característica del continente americano.

## Descripción
Cycloneda sanguinea es de forma semicircular y de color negro. El pronoto tiene un borde angosto y regular de color marfil y dos manchitas diagonales en el disco. Sus alas anteriores (elitros) son anaranjados, sin manchas. El color puede variar del anaranjado claro al rojo ladrillo, y los diseños del pronoto pueden ir desde el blanco al crema amarillento. La mancha discal del pronoto puede estar conectada con el borde anterior y/o el posterior, y llegar a formar un anillo claro con una mancha negra al centro. Los machos tienen una punta clara que penetra el pronoto desde el margen de la parte delantera.

## Comportamiento
Se alimenta de áfidos. Sus pupas tienen la capacidad notable de "morder" potenciales predadores utilizando un dispositivo sabido como "trampa".

## Distribución
Cycloneda sanguinea es una de las especies más extendidas en Latinoamérica, se encuentra en Argentina, Bolivia, Brasil, Colombia, Chile, Ecuador, Paraguay, Perú, Uruguay, Venezuela, Antillas, Centroamérica y Norteamérica. Probablemente se encuentre también en las Guyanas y Surinam. En las Islas Galápagos vive en simpatría con su especie de hermana Cycloneda galapagensis. La especie se divide en dos subespecies: Cycloneda sanguinea sanguinea en el hemisferio sur, y Cycloneda sanguinea limbifer en el hemisferio norte.